# Mayreau
Mayreau ist die kleinste bewohnte Insel der Grenadinen. Sie gehört zum Karibikstaat Saint Vincent und die Grenadinen. Ihre Landfläche beträgt weniger als vier Quadratkilometer. Sie erreicht eine Höhe von 61 Metern. Zum Zeitpunkt der letzten Volkszählung (2012) lebten 271 Einwohner auf Mayreau. Die Insel hat nur eine Straße. Diese führt von der Saline Bay im Südwesten durch das einzige Dorf Old Wall zum Salt Whistle Bay Club an der gleichnamigen Bucht im Nordwesten. Von der Hauptinsel St. Vincent braucht man mit dem Schiff vier Stunden bis Mayreau.
Der extrem starke Hurrikan Beryl verwüstete die Insel Anfang Juli 2024 nahezu komplett.